# جوع شديد

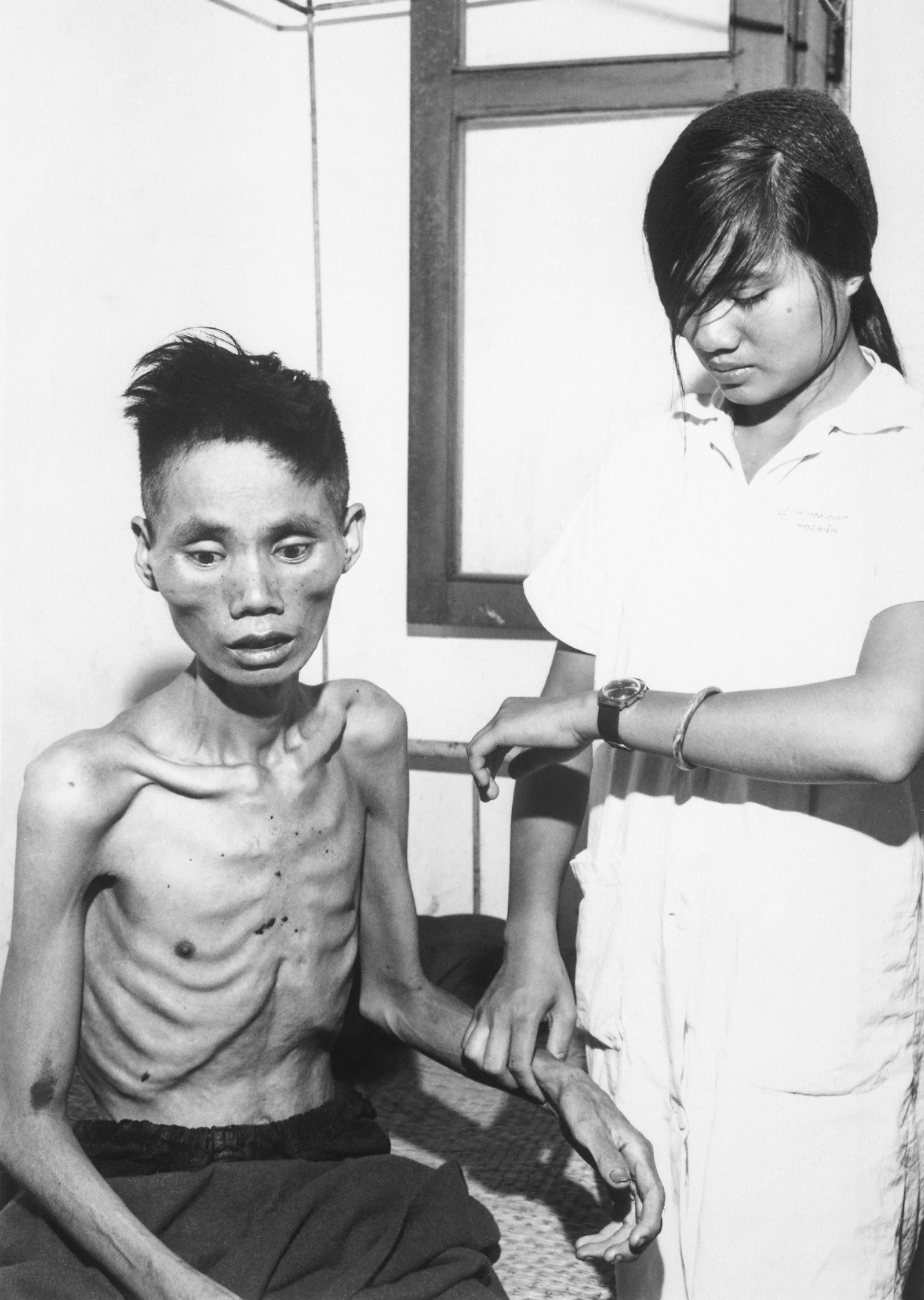
رجل فيتنامي يتضور جوعا بعدما تم حرمانه من الطعام في أحد معسكرات الاعتقال التابعة لفيت كونغ. لاحظ بروز عظام القفص الصدري وهي من الأعراض الواضحة الدالة على المعاناة من التضور جوعا.

الجوع الشديد أو المخمصة أو التضور جوعا هو انخفاض شديد في المواد الغذائية، والفيتامينات واستهلاك الطاقة. وهو أكثر أوجه سوء التغذية حدةً عند البشر، حيث يمكن أن يسبب الجوع لفترات طويلة تلفا دائما في أعضاء الجسم،[بحاجة لمصدر] ويؤدى في نهاية المطاف إلى الموت، وتخصص الحالة بالتسمية «الموت جوعاً».
يُعد الجوع أكبر خطر متمثل على العالم والصحة العامة وفقا لمنظمة الصحة العالمية. كما أوضحت منظمة الصحة العالمية أيضاً أن سوء التغذية هو أكبر عامل يساهم في زيادة معدلات وفيات الأطفال والموجود في نصف جميع الحالات.

## الأسباب الشائعة
السبب الأساسي للمجاعة هو اختلال التوازن بين الطاقة اللازمة والطاقة المستهلكة. وبعبارة أخرى، أن الجسم ينفق طاقة أكثر من الطاقة التي يأخذها في الغذاء. يمكن أن يحدث هذا الخلل نتيجة أكثر من سبب منها أسباب طبية أو أسباب ظرفية، والتي يمكن أن تشمل ما يلي:

### أسباب طبية
- فقدان الشهية العصابي
- البوليميا العصبية
- الغيبوبة
- نوبة الاكتئاب الكبرى
- مرض السكري
- مرض في الجهاز الهضمي

### أسباب ظرفية
- المجاعة لأي سبب من الأسباب، بما في ذلك الزيادة السكانية والحرب والسجن في ظروف لا إنسانية
- الصوم، عندما يتم دون اشراف طبي مناسب ويمتد إلى أكثر من شهر.
- الفقر

## العلامات والأعراض
الأفراد الذين يعانون من المجاعة يفقدون نسبة كبيرة من الدهون وتنهار كتلة العضلات والانسجة للحصول على الطاقة. وتُعرف الـ Catabolysis بأنها عملية هدم الجسم لبعض من أجزائة مثل العضلات والأنسجة من اجل الحفاظ على الأنظمة الحيوية مثل الجهاز العصبي وعضلة القلب. والمجاعة تؤدى إلى كثير من الأمراض فينتج عنها نقص في الفيتامينات، وغالبا ما تؤدي إلى فقر الدم، ومرض البري بري، البلاغرا والاسقربوط. وهذه الأمراض مجتمعة يمكن أيضا أن تسبب الإسهال والطفح الجلدي، والاستقساء، وسكتة قلبية مفاجأة. وتجد الأفراد الذين يعانون من المجاعة لديهم غضب سريع وخمول في الجسم وكسل، وذلك نتيجة لهذه الأمراض.
ويؤدى ضمور المعدة إلى ضعف الإدراك والشعور بالجوع، حيث أن الإدراك يتحكم فية النسبة الفارغة من المعدة. وضحايا المجاعة غالبا ما يكون لديهم ضعف في الإحساس بالعطش، وبالتالي تجد ان لديهم جفاف.
كما أن جميع الحركات تصبح مؤلمة بسبب ضمور العضلات وجفاف الجلد الذي يتصدع ويتشقق نتيجة للجفاف الشديد. وعندما يضعف الجسم فأنه يصبح محل اقامة للامراض.على سبيل المثال الفطريات، غالبا ما تنمو تحت المريء مما تجعل عملية البلع مؤلمة.
نقص الطاقة الناتج عن المجاعة يسبب التعب ويجعل المصاب به فاقد للشعور بمرور الوقت. كما انه يسبب له ضعف في القدرة على الحركة أو تناول الطعام مما يقلل من تفاعله مع العالم المحيط.أيضاً عدم القدرة على مكافحة الأمراض، وفي الإناث يمكن أن يؤدي إلى عدم انتظام الحيض.

## الكيمياء الحيوية
عندما يتم التوقف عن تناول الطعام، فإن مخزون الجليكوجين يستهلكه الجسم في حوالي 24 ساعة. ومستوى الانسولين في الدم ينخفض ومستوى الجلوكاجون يصبح عالي جدا. الوسيلة الرئيسية لإنتاج الطاقة هي تكسير الدهون في الجسم. (Gluconeogenesis)في عملية استحداث السكر يتم تحويل الجلسرول إلى جلوكوز وفي دورة كوري يتم تحويل اللاكتوز إلى جلوكوز. نظامان للطاقة يشاركان في عملية استحداث السكر: تكسير البروتين يوفر ألالنين واللاكتوز المُنتَجة من البيروفات، في حين ينتج أسيتيل مواد غذائية ذائبة (مغذيات- كيتون)، والتي يمكن الكشف عنها في البول ويتم استخدامها من قبل المخ كمصدر للطاقة.

### العلاج
يمكن علاج المصابين بالمجاعة، ولكن القيام بذلك يجب أن يكون بحذر لتجنب متلازمة إعادة التغذية.

### الوقاية
على المستوى الفردي، الوقاية تتم عن طريق تناول نسبة كافية من الطعام، ومتنوعة بما يكفي لتوفير وجبات كاملة من الناحية الغذائية. تقديم يد المساعدة للمتضورين جوعا وذلك للتصدي لآليات المجتمع الذي يحرم الناس من الحصول على الغذاء وهو الأمر الأكثر تعقيدا.
دعم المزارعين في مناطق انعدام الأمن الغذائي من خلال طرق عدة مثل توفير الأسمدة المدعمة مجاناً أو البذور والحصاد الذي يزيد المواد الغذائية ويقلل من أسعارها.

### الاستجابة الناجحة في ملاوي
في ملاوي، ما يقرب من 5 ملايين من 13 مليون شخص في حاجة إلى المعونة الغذائية الطارئة. ومع ذلك، دعم وتوفيرالأسمدة وباستخدام الأمطار في الرى ساعد المزارعين على إنتاج محاصيل الذرة برقم قياسي في عامي 2006 و2007 وفقا لتقديرات الحكومة. وأفادت الحكومة أن إنتاج الذرة قد ارتفع من 1.2 مليون طن متري (مليون طن) في عام 2005، إلى 2.7 مليون طن في 2006 و3.4 مليون طن في 2007. , والحصاد ساعد الفقراء عن طريق خفض أسعار المواد الغذائية وزيادة الأجور للعاملين في المزرعة. أصبحت ملاوي مصدرا رئيسيا للغذاء، ويتم بيع المزيد من الذرة لبرنامج الغذاء العالمي ومنظمة الأمم المتحدة في أي بلد آخر في جنوب أفريقيا.
على مدى السنوات ال 20 السابقة لهذا التغيير في السياسة (التي يسنها البنك الدولي)، بعض الدول الغنية التي تعتمد ملاوي عليها للحصول على مساعدات - ضغطوا دوريا لخفض أو القضاء على اعانات الأسمدة تحت مسمى سياسات السوق الحرة. وعلى الرغم من حقيقة أن الولايات المتحدة وأوروبا تدعم مزارعيها على نطاق واسع. فإن العديد، إن لم يكن أكثر، من مزارعيها الفقراء لا تستطيع تحمل شراء الأسمدة بأسعار السوق. ومن أنصار المساعدين للمزارعين الاقتصادي جيفري ساكس، الذي دافع عن الفكرة القائلة بأن البلدان الغنية هي التي تستثمر في الأسمدة والبذور للمزارعين في أفريقيا. كما أنه وضع تصور لمشروع قرى الألفية، الذي يوفر البذور والأسمدة، فضلا عن التدريب لتأهيل المزارعين. وفي قرية كينيا تم تطبيق هذه السياسة وأدت إلى مضاعفة نسبة محصول الذرة إلى ثلاثة امثاها رغم أن القرية شهدت في السابق دورة الجوع.

### المنظمات
تعمل العديد من المنظمات بفعالية للحد من الجوع في مناطق مختلفة حول العالم. وتقوم وكالات الإغاثة المعنية بتقديم المساعدة المباشرة للأفراد المتضررين، وتعمل بعض المنظمات السياسية على الضغط على القادة السياسيين لإقرار مزيد من السياسات البسيطة والتي من شأنها التقليل من حدة وانتشار المجاعات وتقديم العون والمساعدات لمن يحتاجها.

## إحصاءات الجوع
في 2007، تم تسجيل انة 923 مليون شخص يعانون من نقص التغذية، بزيادة أكثر من 80 مليون شخص منذ 1990-1992. كما تم تسجيل أن العالم ينتج بالفعل ما يكفي من الغذاء لدعم سكان العالم. الزراعة، غالبا، قد نمت تعتمد بشدة على الوقود الأحفوري غير المتجدد، والرى يتم من من خزانات المياه العذبة؛ وقام باحث بارز في معهد (Istituto Nazionale della Nutrizione، في روما، وأستاذ في كلية الزراعة وعلوم الحياة في جامعة كورنيل، بايجاد نسبة تقريبية من الحد الأقصى العالمي للسكان ملياري شخص، إذا ما أرادنا أن نعتمد حصرا على مصادر الطاقة المتجددة. (انظر عدد سكان العالم والأزمة الزراعية)
| العام                       | 1970 | 1980 | 1990 | 2005 | 2007 |
| --------------------------- | ---- | ---- | ---- | ---- | ---- |
| نسبة حدوث المجاعة في العالم | 37%  | 28%  | 20%  | 16%  | 17%  |

### إحصاءات عن عدد حالات الوفيات نتيجة لحدوث المجاعة
- في المتوسط، شخص واحد يموت كل ثانية، إما بشكل مباشر أو غير مباشر، من الجوع—4000 كل ساعة—000 100 كل يوم—36 مليون شخص سنويا—58% من مجموع الوفيات (2001-2004 تقديرات).[11][12][13]
- في المتوسط، طفل يموت كل 5 ثوان إما بشكل مباشر أو غير مباشر، من الجوع—700 كل ساعة—00 160 كل يوم—6 مليون شخص سنويا—60 في المائة من جميع الأطفال (2002-2008 تقديرات الوفيات).[14][15][16][17][18]

## عقوبة الإعدام

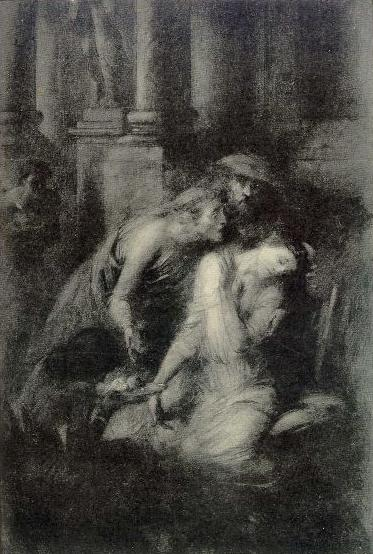
وتجويع Livilla يرفضون تناول الطعام.من الرسم Castagne أندريه

تاريخياً، تم استخدام المجاعة كعقوبة للإعدام. من بداية الحضارة في العصور الوسطى، كان الناس يتم حصارهم وحبسهم حتى يموتون من قلة الطعام والجوع.
في المجتمعات اليونانية والرومانية القديمة، كان يتم استخدام أسلوب المجاعة في بعض الأحيان للتخلص من المواطنين المذنبين من الدرجة العليا وخصوصا أعضاء الأسر الارستقراطية. على سبيل المثال، في العام 31 ميلادي،Livilla زوجة ابن Tiberiusتيبريوس، تم تعذيبها جوعا حتى الموت على يد والدتها نتيجة علاقتها الغير شرعية مع Sejanus والتواطؤ معه في جريمة قتل زوجها، Drusus الأصغر.
أيضا Agrippina زوجة الابن الأخرى للTiberius (حفيدة Augustus والدة Caligula)، توفت أيضا من الموت جوعا، في 33 ميلادي. ومع ذلك، (فإنه ليس من الواضح ما إذا كان الموت جوعا هي التي فرضته على نفسها ام أُجبرت عليه).
أيضا ابن وابنة Agrippina ماتا جوعا لأسباب سياسية؛ حيث وُضِعا في السجن في سنة 33 ميلادي، وتم منعهم عن الطعام حتى الموت بأمر من Tiberius(تمكن الابن من البقاء على قيد الحياة لمدة تسعة أيام نتيجة مضغه لبعض الحشو من سريره)، الابنة الصغرى Julia Livilla، حبست على جزيرة في 41 ميلادى بأمر من عمها، الإمبراطور Claudius، ليس بعد ذلك بكثير، عُلِم بوفاتها جوعا.
Ugolino della Gherardesca{/0 }، وأعضاء آخرين من العائلة تم ايجادهم مدفونيين في Muda، برج بيزا، حيث جُوعِوا حتى الموت في القرن الثالث عشر. وأخيه دانتي كتب حوله ما حدث لهم في الكوميديا مسرحية.
في السويد في 1317، الملك رينغر من السويد سجن شقيقيه لمحاولة انقلاب (Nyköping). وبعد أسابيع قليلة، ماتوا من الجوع.
في كورنوال في 1671،John Trehenban من سانت Columb تم تعذيبه بالجوع حتى الموت في قفص في قلعة ديناس لقتله اثنين من الفتيات.

## وصلات خارجية
- منظمة الأغذية والزراعة - فهم انعدام الأمن الغذائي
- منظمة الأغذية والزراعة - ماذا تعني الإحصائيات الجديدة عن الجوع نسخة محفوظة 10 يوليو 2010 على موقع واي باك مشين.
- موقع للتبرع لممتأثرين بالجوع
- أمين عام الأمم المتحدة: الجوع يقتل 17000 من الأطفال يوميا — شبكة سي إن إن